# Kuchnia tajska

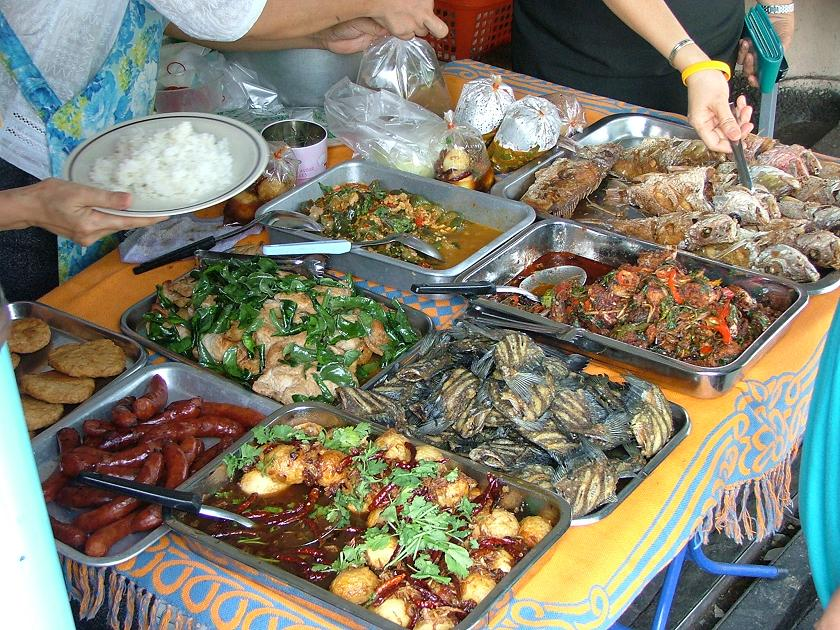
Typowe tajskie uliczne stoisko z jedzeniem (Bangkok)

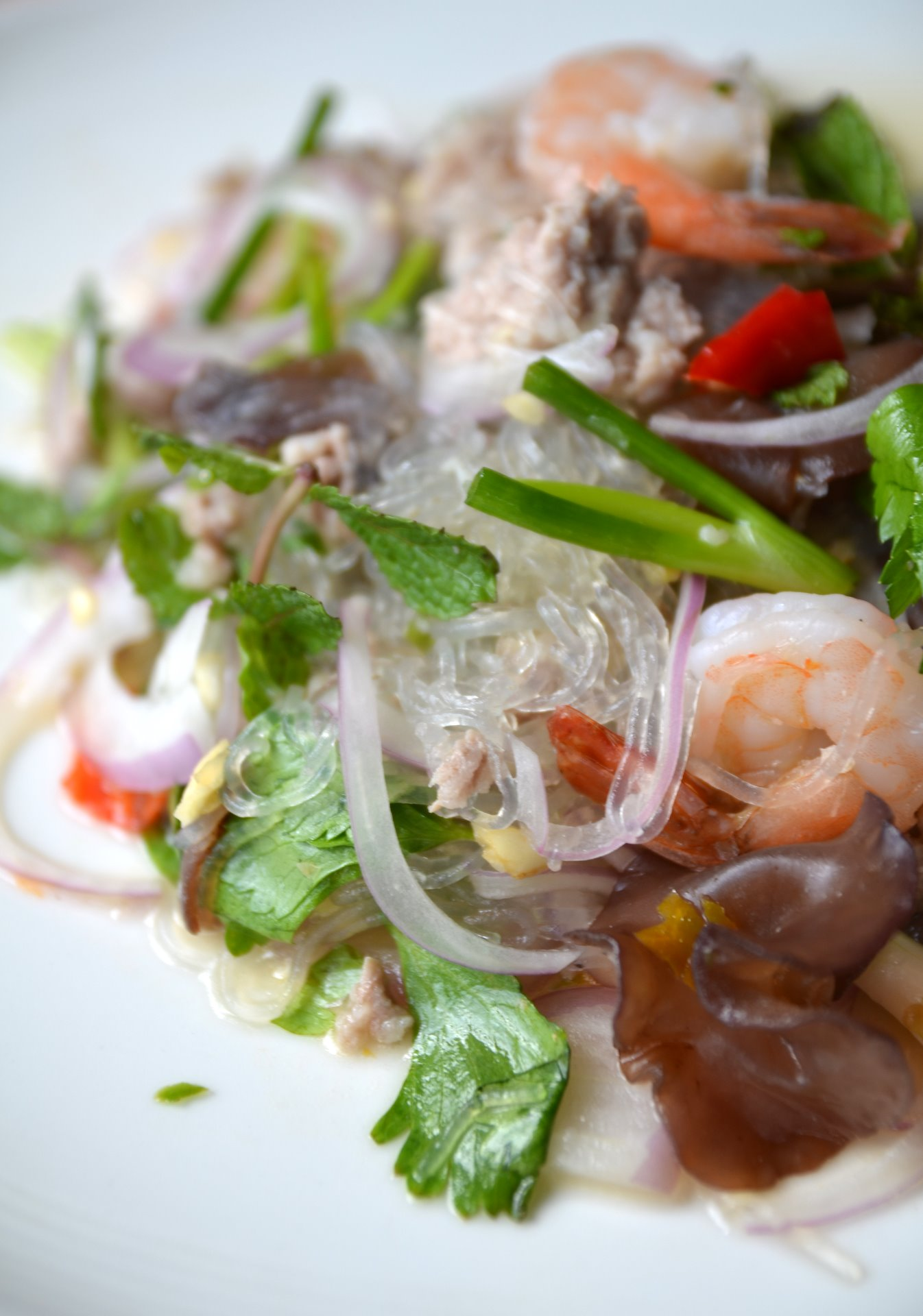
Yam wun sen - ostra tajska sałatka ze szklanym makaronem i krewetkami

Kuchnia tajska – sztuka kulinarna Tajlandii. Na przestrzeni wieków kształtowała się pod wyraźnym wpływem kuchni chińskiej z północy i kuchni indyjskiej z zachodu. Choć generalnie pod wieloma względami bliższa tej pierwszej, wpływy kuchni indyjskiej są również wyraźne, przykładem może być częstsze niż w kuchni Chin występowanie ostrych dań typu curry. Mimo wyraźnych wpływów z zewnątrz oryginalność tajskiej kuchni wynika jednak głównie ze stosowanych przez Tajów własnych oryginalnych składników. Jednym z najbardziej charakterystycznych jest mleczko kokosowe oraz szereg aromatycznych przypraw takich jak trawa cytrynowa, świeży imbir czy liście limonki.
Wśród innych kuchni wschodniej Azji kuchnię tajską należy ocenić jako jedną z bardziej pikantnych i aromatycznych. Jej cechą jest również pewna większa "swoboda" w sposobie przygotowywania dań, nie ma tu tak sztywnych zasad jak np. w Chinach, proporcje użytych składników i co za tym idzie smak potrawy zależą w dużej mierze od indywidualnego stylu kucharza. Wśród składników dań wyraźnie większą niż w kuchni chińskiej rolę odgrywają owoce morza, w szczególności skorupiaki.
Choć w świecie zachodnim najlepiej znaną i najbardziej popularną kuchnią azjatycką pozostaje kuchnia Chin, w ostatnim okresie kuchnia tajska (podobnie jak kuchnia japońska) zdobyła znaczną popularność w Europie, co zawdzięcza oryginalnym walorom smakowym dań. Prawdopodobnie najlepiej rozpoznawanym daniem tajskim na świecie jest słynna ostro - kwaśna zupa z krewetek i grzybów tom yam, niekiedy z dodatkiem mleka kokosowego.

## Typowe dania i składniki kuchni tajskiej
- bami - makaron jajeczny z mięsem i warzywami
- hoi maeng pu op mo din - małże w sosie kokosowym
- ho mok khai pla - gołąbki z rybiej ikry
- ho mok talay - zapiekanka z owoców morza
- kaeng - potrawy typu curry
- kaeng hang lay - łagodne słodko-kwaśne curry będące efektem pomieszania kuchni tajskiej z birmańską. Głównym składnikiem tej potrawy jest wieprzowina[1]
- kaeng jeut - łagodny bulion z makaronem ryżowym, mięsem i grzybami
- kaeng kari - curry w stylu indyjskim
- kaeng luang - "żółte" curry
- kaeng matsaman - "muzułmańskie curry" z mięsem - w stylu malajskim, łagodne, z mlekiem kokosowym
- kaeng pet - "czerwone" curry z mięsem
- kaeng som - ostro-kwaśna zupa
- kai yang - kurczak pieczony w ziołach i miodzie
- khanom - słodycze i desery
- khao mok kai - tajska wersja biriani
- khao mu daeng - ryż z czerwoną wieprzowiną
- khao niaw - kleisty ryż, danie z Północy
- khao yam - ryż z kapi
- kuay tiaw - zupa z makaronem, popularne danie na lancz
- makaron szklany sojowy - główny składnik to sos na bazie pasty chili, cukru palmowego, sosu rybnego, tamaryndu (śliwki tajskiej)
- mu pat prio wan - wieprzowina słodko-kwaśna
- nam pla - sos rybny
- nam phrik kung siap - szaszłyki z krewetek
- nua pat nam man hoi - wołowina w sosie ostrygowym
- oliang - mrożona słodka kawa tajska
- pad thai – gruby makaron ryżowy, główny element to sos
- phanaeng - "suche" curry z mlekiem kokosowym
- pla jaramet nung kiem bueh - potrawa rybna ze śliwkami chińskimi
- pla meuk thot kratiem phrik - kalmary smażone z czosnkiem
- po taek - "rozerwana sieć rybaka" - curry z owoców morza
- pu pat pong kari - kraby duszone na parze z sosem curry
- sataw - fasola typu Jaś, podawana z krewetkami lub wieprzowiną
- tom kha kai - łagodne curry z kurczakiem
- tom yum – zupa zrobiona na bazie pasty chili (słodko-kwaśna) z dodatkiem galangalu i liści kaffiru

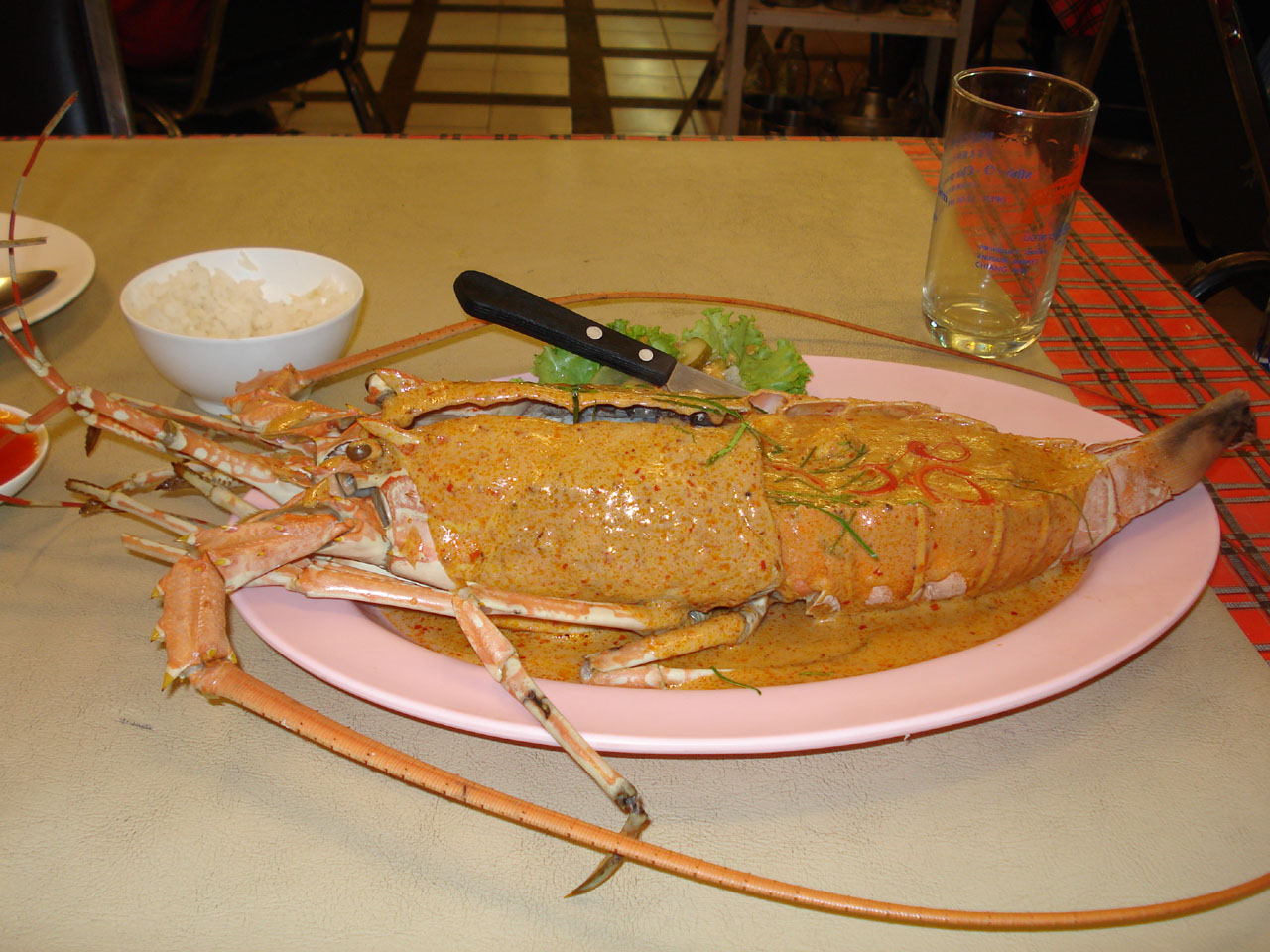
Homar w sosie curry po tajsku

- yam - bardzo ostra sałatka

## Główne składniki kuchni tajskiej
- kaffir – liście papedy
- galangal – odmiana imbiru o posmaku imbirowo-pieprzowym
- tajskie chili – żółta, zielona, czerwona, bardzo ostra, ta sama papryka zbierana w różnych fazach rozwoju
- bazylia tajska – różni się od bazylii tym, że ma anyżkowy smak
- tofu – serek sojowy, powstaje w procesie fermentacji soi

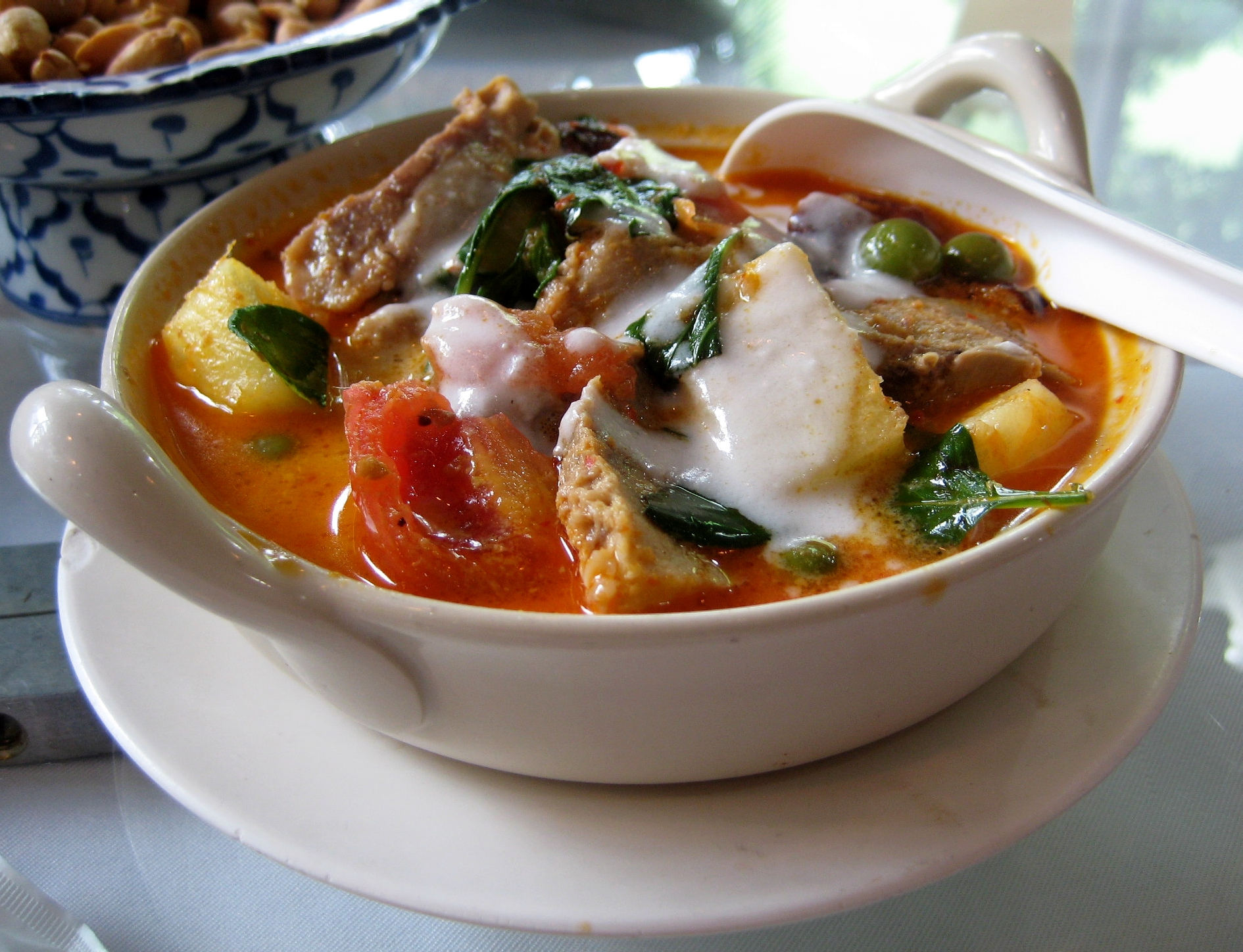
Pieczona kaczka w czerwonym curry

## Regionalna kuchnia i historyczne wpływy
Kuchnię tajską można opisać jako połączenie czterech
regionalnych kuchni, ze względu na cztery główne regiony w tym kraju :
- Kuchnia Centralnej Tajlandii – region ten słynie z tego, iż jest płaski i mokry, z pól uprawnych ryżu i z Bangkoku oraz z terenu byłego Królestwa Tajskiego – Sukhothai i Ayuuthaya.
- Isan, Kuchnia północno-wschodniej Tajlandii, graniczący z Laosem i Kambodżą. Region jest najbiedniejszym regionem Tajlandii, którego główną gałęzią gospodarki jest rolnictwo.
- Kuchnia Północnej Tajlandii, region chłodny, pełen dolin i zarośniętych gór.
- Kuchnia Południowej Tajlandii, kuchnia Kra Isthmus, który otoczony jest z obu stron tropikalnymi morzami i wieloma wyspami w tym regionie.

Kuchnia tajlandzka, ich tradycje kulinarne i kuchnie ich sąsiadów miały duży wpływ obustronny w przeciągu kilku wieków. Regionalne zmiany wynikają nie tylko z klimatu i położenia geograficznego ale także ze względu na sąsiednie regiony, kulturę i grupy etniczne. Kuchnia Północnej Tajlandii dzieli się swoimi potrawami ze stanem Szan w Birmie, północnym Laos i z prowincją Yunnan w Chinach. Dania z południowej Tajlandii zawierają duże ilości mleka kokosowego i świeżego ostryża długiego, co jest również popularne w kuchni malezyjskiej i indonezyjskiej. Oprócz tych czterech regionów kulinarnych, Tajlandia posiada Królewską Kuchnię, która wywodzi się z historii królestwa Ayutthaya z 1351 r. Wiele potraw, które teraz są popularne w Tajlandii wywodzi się z kuchni chińskiej. Dania te były przedstawione w Tajlandii przez ludność Hokkien, w XV wieku, jak i przez lud Teochew, który zaczął się osiedlać na większą skalę w XVIII wieku, głównie w miastach, i są oni teraz większością Chin w Tajlandii.
Chiny również miały swój wkład, gdyż zaprezentowały m.in.: Wok jako narzędzie do smażenia, techniki głębokiego smażenia i smażenia w ruchu, kilka rodzajów klusek, taochiao (fermentowana pasta z fasoli), sos sojowy i tofu. Kuchnia Indonezyjska i Perska zapoczątkowana została przez pierwszych handlarzy, a w późniejszych czasach przez osadników tego regionu, z użyciem suszonych przypraw takich jak żółte curry i massaman curry.
Wpływ Zachodu zaczął się w 1511 roku, kiedy przybyła pierwsza misja dyplomatyczna z Portugalii do brzegu Ayutthaya. To wtedy stworzyli oni takie dania jak FOI THONG, czyli połączenie Portugalskiego FIOS DE OVOS i SANGKHAYA, gdzie mleko kokosowe zamieniło niedostępne wtedy krowie mleko. Już w XVII wieku danie to zostało przeniesione do Tajlandii przez Marię Guyomar de Pnha. Największym zauważalnym wpływem Zachodu było sprowadzenie pieprzu chilii z Ameryki w XVI/XVII wieku. Aktualnie jest to jeden z najważniejszych składników Tajskiej Kuchnia, podobnie jak ryż.
W trakcie wymiany Kolumbijskiej, Portugalia i Hiszpania wprowadziły do Tajlandii pomidory, kukurydze, papaje, bakłażany, ananas, dynie, orzechy nerkowca czy orzeszki ziemne.

## Gwiazdki Michelin
Dotychczas trzy restauracje, które specjalizują się w kuchni tajskiej otrzymały gwiazdki Michelin (właścicielami restauracji nie są tajscy kucharze):
- 2002-2011 Restauracja "Nahm" w Londynie (1)
- 2009 Restauracja "Kiin Kinn" w Kopenhadze (2)
- 2015 Restauracja "Pok Pok" w Nowym Jorku (3)

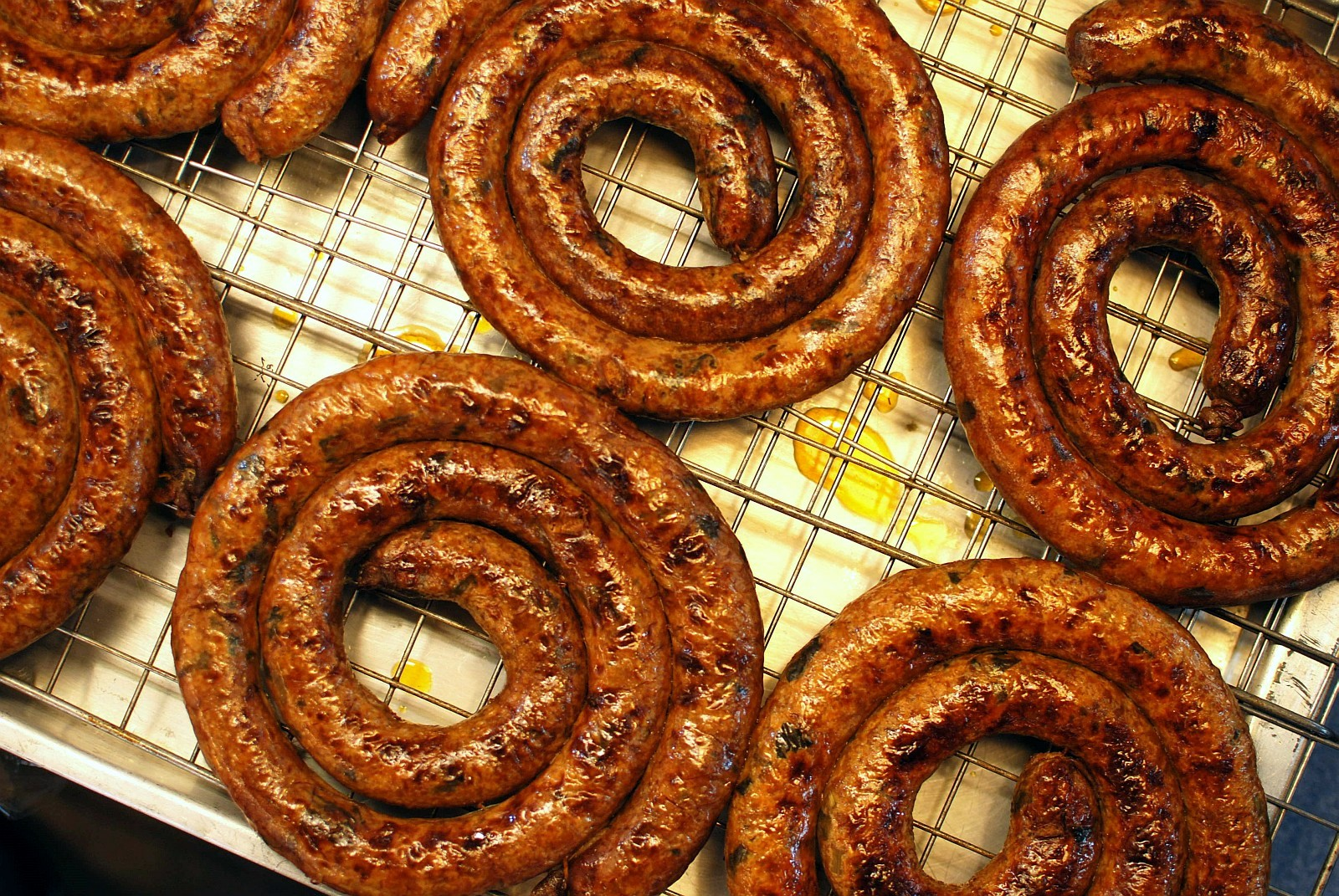
Kiełbasy tajskie, kuchnia północna